# Patrick Magruder
Patrick Magruder (* 1768 bei Rockville, Province of Maryland; † 24. Dezember 1819 in Petersburg, Virginia) war ein US-amerikanischer Politiker, der den Bundesstaat Maryland von 1805 bis 1807 im US-Repräsentantenhaus vertrat. Von 1807 bis 1815 fungierte er außerdem als der zweite Bibliothekar der Library of Congress.
Magruder wurde auf „Locust Grove“, dem Anwesen seiner Familie im Montgomery County, geboren. Er besuchte die Princeton University und wurde Rechtsanwalt. 1804 wurde er als Mitglied der Demokratisch-Republikanischen Partei in den neunten US-Kongress gewählt, dem er vom 4. März 1805 bis zum 3. März 1807 angehörte. Nach dem Tod von John James Beckley ernannte Präsident Thomas Jefferson ihn zum Schriftführer (Clerk) des Repräsentantenhauses und zum Bibliothekar des Kongresses. Diese Posten wurden erst ab 1815 getrennt vergeben.
In seiner Amtszeit wurde 1812 der erste Katalog der Bibliothek erstellt, der 3.076 Bände und 53 Landkarten verzeichnete. Während des Krieges von 1812 wurde Washington, D.C. von den Engländern niedergebrannt, so auch die Kongressbibliothek, die sich seinerzeit im Kapitol befand. Nach einer Kongressuntersuchung zur Zerstörung der Bibliothek und der Nutzung der Bibliotheksgelder trat Magruder zurück. Er wurde auf dem Besitz seiner Vorfahren in der Nähe von Petersburg begraben.